# Oddział kawalerii ppłk. Wisłockiego
Oddział kawalerii ppłk. Wisłockiego – oddział kawalerii Wojska Polskiego, improwizowany w trakcie kampanii wrześniowej 1939 roku.
Oddział został zorganizowany we wrześniu 1939 roku, w Ośrodku Zapasowym Kawalerii „Łuków” w Łukowie. W skład oddziału weszły dwa szwadrony kawalerii, w tym jeden pieszy. Oddział posiadał także własny pluton łączności. 16 września oddział został włączony w skład Grupy „Dubno”, dowodzonej przez gen. bryg. w st. sp. Stefana Strzemieńskiego, który organizował obronę na linii Ikwy w rejonie Dubna. W dniach 24-25 września Oddział ppłk. Wisłockiego, w składzie Grupy „Dubno”, wziął udział w bitwie pod Rawą Ruską.

## Organizacja i obsada personalna oddziału
Organizacja i obsada personalna oddziału:
- dowódca pułku – ppłk kaw. st. spocz. Czesław Wisłocki
- zastępca dowódcy – mjr kaw. Wacław Calewski
- oficer sztabu – rtm. Ludwik I Bukowiecki
- oficer sztabu – rtm. Zygmunt Żukowski
- oficer sztabu – rtm. Bronisław Malinowski
- dowódca plutonu łączności – por. Stefan Marian Mikołajczyk
- dowódca szwadronu konnego – rtm. Ludwik Rojkiewicz
- dowódca plutonu – por. Marian Artemski
- dowódca plutonu – ppor. Konstanty Ostromęcki
- dowódca szwadronu pieszego – por. rez. Bogusław Zaleski